# Marke (Osterode am Harz)
Marke ist ein Dorf im südwestlichen Harzvorland und Ortsteil der ehemaligen Kreisstadt Osterode am Harz im Landkreis Göttingen in Südniedersachsen, Deutschland.

## Geografie
Das Dorf liegt etwa in der Mitte einer Luftlinie zwischen Osterode und Northeim. Es ist der westlichste Teil von Osterode und liegt am Waldrand rund einen Kilometer nördlich von Elvershausen.

## Geschichte
Im Jahre 1350 wurde Marke zum ersten Mal urkundlich erwähnt. Der Ortsname wird zurückgeführt auf die Grenzlage zwischen dem Fürstentum Göttingen und dem Fürstentum Grubenhagen. Das Dorf wurde 1549 zerstört in einer Fehde zwischen den Herren von Oldershausen und Heinrich II. (Braunschweig-Wolfenbüttel). Es wurde wiederaufgebaut und nach der Reformation baute man 1584 eine Kapelle. Am 1. Juli 1972 wurde Marke eingemeindet.

## Politik
Aufgrund seiner geringen Einwohnerzahl hat Marke keinen Ortsrat, sondern einen Ortsvorsteher oder eine -vorsteherin. Seit 2021 ist Elke Vetter die Ortsvorsteherin von Marke.

## Kultur und Sehenswürdigkeiten

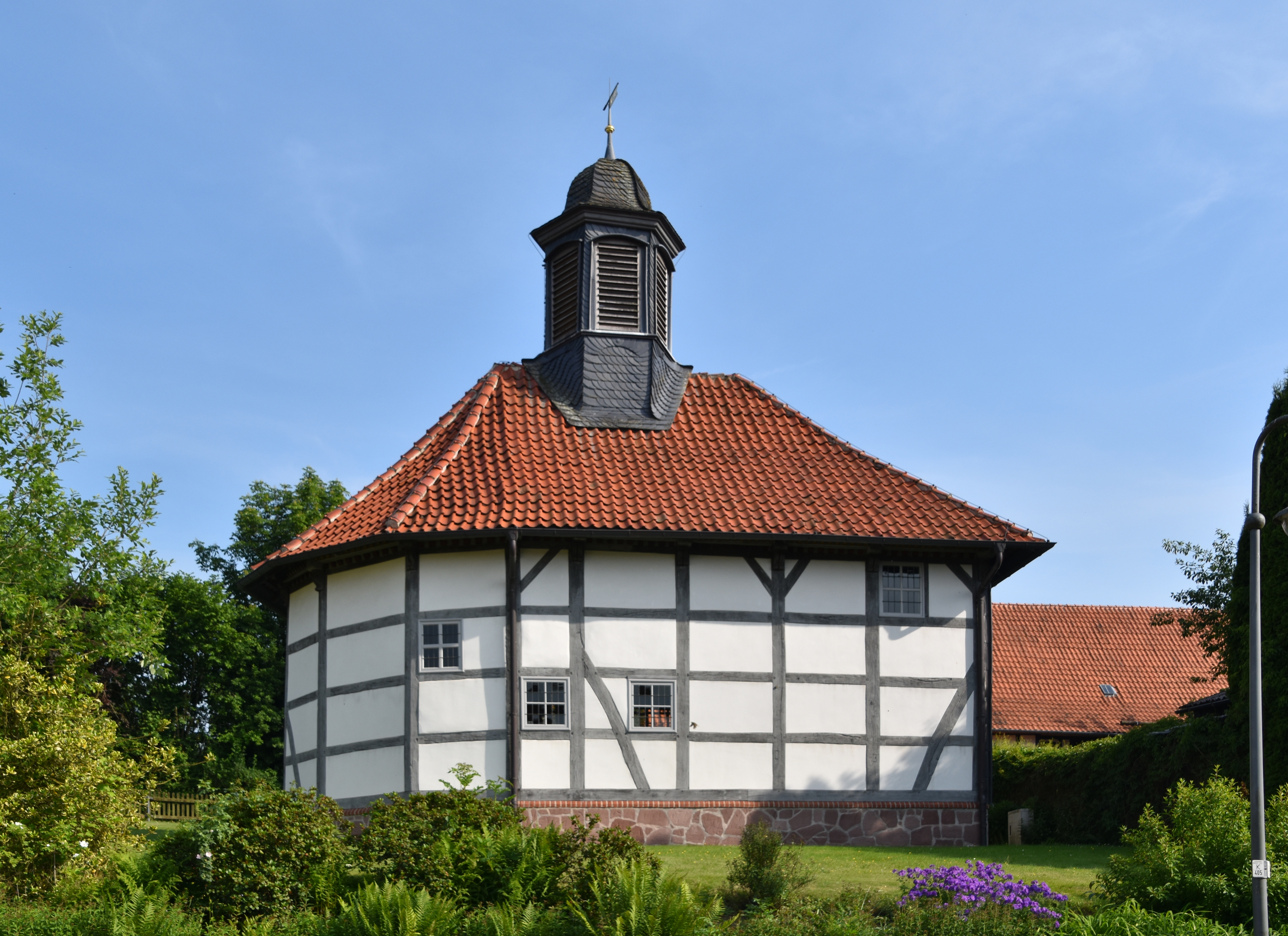
Kapelle Marke

### Kapelle
Die Kapelle von Marke besitzt einen polygonalen Chorschluss und verweist über ihrem Eingang auf das Jahr ihrer Errichtung 1584. An der Südseite sind einige Fenster mit Glasmalereien sowie Wappen mit Unterschriften, welche auf das Jahr 1585 verweisen, zu finden. Weiterhin finden sich an jener Stelle Darstellungen einiger Apostelgestalten und die Himmelfahrt Christi. Die Glocke wurde 1646 von Heinrich Bostelmann gegossen, der sich auch für die Glocke der Gemeinde Berel verantwortlich zeichnet. Eine Besonderheit des Inventars ist ein Kelche aus Messing. Er besitzt auf sechs Feldern am Nodus den Schriftzug i.h.e.s.u.s.